# Chú bé mang pyjama sọc
The Boy in the Striped Pyjamas (tiếng Việt: Chú bé mang pyjama sọc) là một tiểu thuyết của nhà văn người Ireland John Boyne (en), viết theo cách nhìn thế giới của một cậu bé ngây thơ. Boyne đã mất hàng tháng trời để viết mỗi tác phẩm trước đó, nhưng với cuốn The Boy in the Striped Pyjamas ông chỉ mất hai ngày rưỡi để viết bản thảo đầu tiên. Đến nay, tác phẩm đã bán được 5 triệu bản trên toàn thế giới, và được xuất bản tại Việt Nam với tên Chú bé mang pyjama sọc.

## Nội dung
Bruno là một cậu bé 8 tuổi lớn lên trong Chiến tranh thế giới thứ hai ở Berlin cùng với gia đình của cậu. Cậu sống trong một ngôi nhà lớn cùng bố mẹ và chị gái 12 tuổi tên là Gretel và hai cô người hầu Maria và Lars. Bố cậu bé là một sĩ quan Schutzstaffel có địa vị, sau khi có cuộc viếng thăm từ Adolf Hitler (được nhắc đến trong tiểu thuyết là The Fury khi Bruno nghe nhầm từ Führer [tương tự với Out-With]) và Eva Braun, được thăng cấp lên 'Commandant', và cả gia đình phải chuyển đến một vùng được gọi là Out-With (thựa ra là Auschwitz).
Khi đến chỗ ở mới, Bruno cảm thấy nhớ nhà cũ, nhớ ông bà và ba người bạn thân nhất đời. Cậu không vui thích gì ngôi nhà mới. Nó chỉ có ba tầng lầu, luôn luôn có các binh sĩ ra vào và không có thành cầu thang đủ tốt để trượt xuống. Bruno cô đơn và không có ai để nói chuyện hay chơi đùa cùng, và ngôi nhà thì nhỏ đến mức chẳng cần phải khám phá. Tuy nhiên đến một ngày, khi Bruno nhìn ra khỏi cửa sổ, cậu nhìn thấy nhiều người cùng mặc bộ pyjama sọc giống nhau, và đội mũ sọc hoặc không có tóc. Là một đứa trẻ tò mò, Bruno hỏi chị mình rằng những người ấy là ai, nhưng cô bé không biết. Bố của chúng nói rằng, những người đó không hẳn là người. Họ là người Do Thái. Gretel đã từ một cô bé bình thường trở thành một người Nazi với sự giúp đỡ của gia sư Herr Lizst, nhưng Bruno không giống Gretel. Cậu bé vẫn thích sách phiêu lưu hơn sách lịch sử. Người gia sư đã nói với Bruno rằng:"Cháu sẽ trở thành một nhà thám hiểm vĩ đại nếu tìm thấy một người Do Thái tốt". Có một binh sĩ tên là Kotler rất tàn độc và tỏ thái độ không chứa chấp đối với một tù nhân Do Thái tên là Pavel. Pavel làm việc xung quanh nhà và luôn bị Kotler đối xử tệ hại. Một ngày Bruno té từ dây đu và Pavel giúp cậu băng vết thương lại. Bruno, ngây thơ hỏi rằng mẹ cậu bé nên đưa cậu tới bác sĩ hay không, Pavel trả lời rằng ông là bác sĩ.
Bruno sau đó bị cấm ra sau nhà và khu vực xung quanh để khám phá và bố cậu rất nghiêm khắc trong việc này. Trong một lúc buồn chán, tò mò, Bruno lẻn ra sau nhà. Cậu phát hiện một cậu bé ở phía bên kia hàng rào. Thích thú vì chắc đứa trẻ này bằng tuổi mình, Bruno tự giới thiệu, thích thú mà không hay biết việc gì đang xảy ra bên kia hàng rào. Cậu bé người Do Thái tên là Shmuel. Cậu bị đưa đến đây với cha mình và bị bắt làm việc tại Auschwitz. Gần như mọi ngày hai cậu bé đều gặp nhau cùng một chỗ và sau đó trở thành bạn thân. Bruno và Shmuel còn có cùng ngày sinh nhật. Chúng đơn giản chỉ là một người sinh ra trong hai hoàn cảnh khác nhau, một là người Do Thái Ba Lan, một là người Đức. Bruno, xuyên suốt quyển sách cho thấy một sự hồn nhiên ngây thơ, trong khi bạn cậu Shmuel có vẻ hiểu biết mọi thứ xung quanh hơn vì cậu đã cảm thấy những đau khổ đầu đời.
Mẹ của Bruno thuyết phục bố cậu quay trở về Berlin, trong khi bố ở lại Out-With. Câu chuyện kết thúc khi Bruno chuẩn bị để quay về nhà cùng mẹ và chị. Lần cuối, Bruno gặp Shmuel, mặc bộ pyjama sọc mà Bruno đã luôn miệng nhắc người bạn đem đến và chui vào bên trong hàng rào để giúp Shmuel tìm cha của cậu, người đã mất tích trong trại. Nhưng chúng không thể tìm được ông. Và rồi chúng bị buộc đi theo một nhóm người.
Không ai trong số hai đứa trẻ biết chúng đang đi đâu. Họ bị đưa vào một phòng hơi ngạt sau đó, mà Bruno nghĩ rằng chúng sẽ đợi ở đó đến khi hết mưa. Tác giả kết thúc câu chuyện với Bruno đang nghĩ ngợi cân nhắc, nhưng không sợ hãi, trong bóng tối nắm lấy tay Shmuel. "...Mặc cho sự hỗn loạn sau đó, Bruno vẫn nắm tay Shmuel và không điều gì trên đời này có thể thuyết phục cậu bé rời ra được".
Trong phần kết, gia đình của Bruno đã mất vài tháng để tìm Bruno, trước khi người mẹ và Gretel quay về Berlin, và phát hiện rằng Bruno không có ở đó như họ đã nghĩ. Một năm sau, bố Bruno quay lại nơi mà các binh sĩ tìm thấy quần áo của cậu và sau khi kiểm tra chỗ này, ông phát hiện hàng rào không được gắn chặt xuống nền đất và có thể đủ chỗ cho một cậu bé cỡ Bruno lọt qua. Với thông tin này, ông biết được rằng chính họ đã xông hơi ngạt Bruno đến chết. Vài tháng sau, Hồng Quân giải phóng trại tập trung và yêu cầu bố Bruno đi với họ. Ông đi mà không phàn nàn một lời, vì "ông không quan tâm rằng họ sẽ làm gì ông nữa", tin rằng nỗi mất mát đứa con mình chính là một quả báo.

## Tranh cãi
Tiền đề của quyển sách - là trong trại tập trung có một đứa trẻ với tuổi của Shmuel - là, theo các nhà phê bình, một sự bịa đặt không thể chấp nhận được vì không phản ánh đúng thực chất cuộc sống trong trại. Tuy nhiên, John Boyne dẫn rằng một số người Do Thái dưới 18 tuổi được đưa đến làm việc trong vài tháng và sau đó bị giết. Theo các thống kê từ Văn phòng Phân công Lao động, Auschwitz-Birkenau có 619 trẻ từ một tháng tuổi đến 14 tuổi vào 30 tháng 8 năm 1944. 14 tháng 1 năm 1945, 773 trẻ trai được đăng ký là sống trong trại. "Những đứa lớn nhất là 15 tuổi, và 52 đứa dưới 8 tuổi." "Một số đứa làm nghề chuyển thư trong trại và được đối xử rất tốt, trong khi mỗi ngày một số lượng khủng khiếp trẻ em bị giết trong các buồng hơi ngạt."
Giáo sĩ Do Thái Benjamin Blech nói: "Quyển sách này không chỉ là một lời nói láo, không chỉ là một câu chuyện thần tiên, mà còn là một sự báng bổ." Người đứng đầu của ông cho rằng truyện này ủng hộ ý tưởng là những người bình thường chưa biết được những tội ác của người Nazi khi giết người Do Thái với số lượng khủng khiếp như vậy. Ông phản đối rằng mọi người ở cách xa hàng dặm có thể ngửi thấy mùi hôi của cái chết và nghi ngờ sao con trai 8 tuổi của một sĩ quan Nazi có thể không có khái niệm gì về một người Do Thái (hay chính ông là một người như vậy).
Ông viết, "Ghi chú đến độc giả: Không có một cậu bé 8 tuổi người Do Thái nào ở Auschwitz -- những người Nazi đã đưa những đứa không đủ tuổi để lao động vào buồng hơi ngạt. Và, trại chết chóc Auschwitz được vây kín bởi hàng rào điện, khiến mọi cố gắng vào hay ra khỏi đây băng cách chui qua một cái lỗ trở nên bất khả thi."